# Rinkeby
Rinkeby – dzielnica (stadsdel) Sztokholmu, położona w jego północno-zachodniej części (Västerort) i wchodząca w skład stadsdelsområde Rinkeby-Kista. Graniczy z dzielnicami Kista, Bromsten i Tensta oraz z gminą Sundbyberg.
Rinkeby, położone na południe od Järvafältet, było budowane w latach 1968–1971 w ramach tzw. miljonprogrammet. Z nazwą dzielnicy wiąże się termin rinkebysvenska, jednego z określeń socjolektu języka szwedzkiego, używanego głównie na przedmieściach większych miast szwedzkich z dużym odsetkiem imigrantów.
Według danych opublikowanych przez gminę Sztokholm, 31 grudnia 2020 r. Rinkeby liczyło 16 829 mieszkańców. Powierzchnia dzielnicy wynosi 1,31 km².
Rinkeby jest jedną ze stacji na niebieskiej linii (T10) sztokholmskiego metra.